# إرنست لافي
إرنست لافي (بالألمانية: Ernst Levy)‏ هو مؤرخ قانوني ‏ ألماني، ولد في 23 ديسمبر 1881 في برلين في ألمانيا، وتوفي في 14 سبتمبر 1968 في دافيس في الولايات المتحدة.